# Дорундяк Михайло Григорович

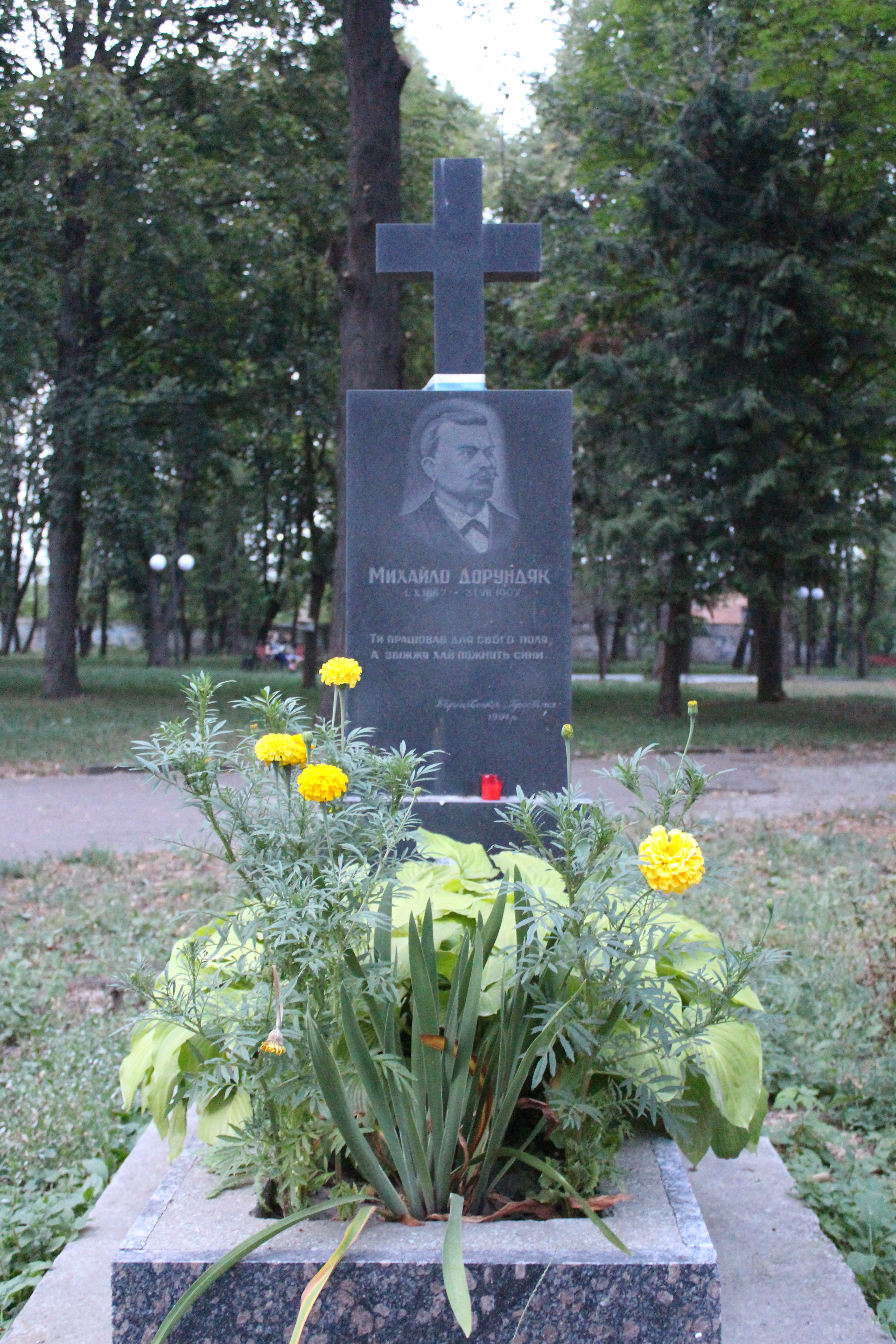
Могила Михайла Дорундяка в Борщеві

Михайло Григорович Дорундяк (1 жовтня 1857, с. Кіданч, Австрійська імперія — 31 липня 1907, м. Борщів, Австро-Угорщина) — український правник, громадський і культурний діяч. Доктор права (1891).

## Життєпис
Навчався в Коломийській гімназії (1877), Львівському та Віденському (1881) університетах. Працював в адвокатських канцеляріях у Косові та Городенці на Станиславівщині (1882—1894; нині Івано-Франківська область).
Від липня 1894 — у Борщеві, де розпочав власну адвокатську практику. Голова повітової «Просвіти», засновник і керівник кредитного товариства, ініціатор будівництва Руського народного дому, член управ кооперативи «Народна торгівля» і страхового товариства «Дністер».
На виборах 1897 — організатор повітового комітету, за підтримки якого послом австрійського парламенту обрано Романа Яросевича. Надавав юридичну допомогу селянам під час страйків 1901—1902, захищав їх безплатно на судових процесах у Тернополі та Станиславові. 
Підтримував зв'язки з Михайло Грушевським, Іваном Франком та іншими.
Був одружений (1893) з Емілією Окуневською (1862—1894, сестра адвоката Теофіла Окуневського). У 1900 році одружився вдруге з Антоніною Калинович, з якою виховував доньку Орисю (1901—1975).
Автор статей у львівській і чернівецькій пресі.

## Вшанування пам'яті
Іменем Михайла Дорундяка в Борщеві названо вулицю.
Найповніша розповідь про життєвий шлях адвоката Михайла Дорундяка — у книзі Петра Довгошиї «Увійти в таємниці духу. Іван Франко і Борщівський край».